# Schafställe Feldmark
Die ehemaligen Schafställe Feldmark in der niedersächsischen Gemeinde Fintel wurden zur Mitte des 19. Jahrhunderts gebaut. Aktuell (2025) werden sie als Nebengebäude genutzt.
Die Gebäude stehen unter Denkmalschutz (siehe auch Liste der Baudenkmale in Fintel).

## Geschichte und Beschreibung
Fintel wurde 1105 erstmals urkundlich erwähnt und gehört zur heutigen Samtgemeinde Fintel im Landkreis Rotenburg (Wümme). Die Feldmark liegt außerhalb des Dorfes und ist überwiegend landwirtschaftlich geprägt mit nur geringer Bewaldung und der nordöstlichen Finteler Wacholderlandschaft als Naturschutzgebiet.
Denkmalgeschützt sind diese beiden Außenschafställe für Heidschnuckenherden in der Feldmark:
- Schafstall Osterheide am Nordpfad von um 1750 (andere Quellen 1850) als bretterverschalter Gefügebau mit naturwüchsigen Krummsparren, reetgedecktem Satteldach, Pferdeköpfe im First, Ladeluke und Tor sowie[1]
- Stall von um 1850 als bretterverschalter Gefügebau mit beidseitigen Abseiten, unter tief herabgezogenem Krüppelwalmdach mit Reetdeckung und mit Toranlage und rückseitiger Ladeluke im Walm.[2]

Das Landesdenkmalamt befand u. a.: „…  Außenschafstall in der Feldmark von Fintel als  typische Vertreter dieser Anlagen ….“